# プラットフォーム・スペシャルティ・プロダクツ・コーポレーション
エレメント・ソリューションズ・インク（英語名：Element Solutions Inc.、NYSE: PAH）は、特殊化学品メーカーを傘下とするホールディングカンパニー。アメリカ合衆国フロリダ州マイアミ市に存在する。日本法人はない。

## 沿革
- 2013年5月 - Platform Acquisition Holdings Limitedとして設立[7]。
- 2013年10月 - MacDermid, Inc.の子会社化予定を発表[8]。
- 2013年11月 - Platform Specialty Products Corporationに社名変更。
- 2013年12月 - MacDermid, Inc.の子会社化を完了。
- 2014年1月 - ニューヨーク証券取引所に上場[9]。
- 2014年4月 - Chemtura Corporationの農薬部門の子会社化予定を発表。アグリカルチュラル・ソリューションズ部門を発足[10]。
- 2014年8月 - Agriphar Groupの子会社化予定を発表[11]。
- 2014年9月 - 日本でアグリカルチュラル・ソリューションズ部門を発足。
- 2014年10月 - Agriphar Groupの子会社化を完了[12]。
- 2014年10月 - アリスタライフサイエンスの子会社化予定を発表[13]。
- 2014年11月 - Chemtura Corporationの農薬部門子会社化を完了[14]。アグリファー・クロップ・ソリューションズを同時に発足[15]。
- 2015年2月 - アリスタライフサイエンスの子会社化化を完了[16]。
- 2015年6月 - アポロ・グローバル・マネジメントをパートナーとし、OM Group, Inc.が２事業部の子会社化予定に合意したことを発表[17]。
- 2015年7月 - Alent plcの子会社化予定を発表[18]。
- 2015年10月 - OM Group, Inc.の２事業子会社化を完了[19]。
- 2015年12月 - Alent plc の子会社化を完了[20]。

## 主要株主
| 株主社名                                                                                      | 業種       | 所有株式数   | 持株比率 | 時価額         | 報告日時          |
| --------------------------------------------------------------------------------------------- | ---------- | ------------ | -------- | -------------- | ----------------- |
| パーシング・スクエア・キャピタル・マネジメント (英：Pershing Square Capital Management, L.P.) | 機関投資家 | 42,737,394株 | 20.3%    | US$540,628,034 | 2015年9月30日時点 |
| ウェリントン・マネジメント (英：Wellington Management Company, LLP)                           | 機関投資家 | 19,628,172株 | 9.3%     | US$248,296,375 | 2015年9月30日時点 |
| コーヴェックス・マネジメント (英：Corvex Management LP)                                       | 機関投資家 | 12,087,918株 | 5.7%     | US$152,912,162 | 2015年9月30日時点 |
| ブルー・リッジ・キャピタル (英：Blue Ridge Capital, LLC)                                      | 機関投資家 | 11,200,000株 | 5.3%     | US$141,680,000 | 2015年9月30日時点 |
| OZ・マネジメント (英：Oz Management, L.L.C.)                                                  | 機関投資家 | 8,945,008株  | 4.2%     | US$113,154,351 | 2015年9月30日時点 |

## 組織: 役員一覧
| 役職           | 氏名                                                                                    |
| -------------- | --------------------------------------------------------------------------------------- |
| 長会           | マーティン・フランクリン (英：Martin E. Frankin, Chairman of the Board)                 |
| 最高経営責任者 | ベンジャミン・グリクリッチ (英：Benjamin Gliklich, Chief Executive Officer)             |
| 社外取締役     | イアン・アシュケン (英：Ian G.H. Ashken, Nominating and Policies Committee Chairman)    |
| 社外取締役     | スコット・ベンソン (英：Scot R. Benson, Director)                                       |
| 社外取締役     | クリストファー・フレーザー (英：Christopher T. Fraser, Compensation Committee Chairman) |
| 社外取締役     | マイケル・ゴス (英：Michael F. Goss, Audit Committee Chairman)                          |
| 社外取締役     | 二シェル・メイナードエリオット (英：Nichelle Maynard-Elliott, Director)                 |
| 社外取締役     | スタンレー・オニール (英：E. Stanley O'Neal, Compensation Committee Chairman)           |

## 日本での事業

### マクダーミッド・パフォーマンス・ソリューションズ・ジャパン株式会社
MacDermid Performance Solutionsの100%出資しているマクダーミッド・パフォーマンス・ソリューションズ・ジャパン株式会社が孫会社である。